# Modekngei
Modekngei, voluit Ngara Modekngei, Palaus voor 'verenigde sekte', is een monotheïstische religie die in Palau zijn oorsprong vond, en daar in 2019 door 5,7 procent van de bevolking werd aangehangen. Het is een mengeling van de godsdiensten van alle landen, die Palau hadden bezet.
De Palauanen geloofden vroeger in een groep hiërarchische goden, de chelid. De mensen communiceerden met de chelid door middel van een medium: kerong, die ieder een titel hadden. Deze groep bestond uit de goden die door het volk aanbeden werden, de bladek, die verondersteld werden het volk te beschermen. Een vast ritueel bij de aanhangers van het Modekngei is het bij begrafenissen vragen aan de bladek naar de oorzaak van de dood. Dit ritueel noemt men de sis. Wanneer een persoon was bestolen vroeg hij of zij aan de bladek om de dief te straffen, een gewoonte bekend als de temall. Dorpsgeesten, voorouderverering en natuurgoden stonden in de godsdienst centraal.
De tweede groep van goden, de slechteriken, zijn de deleb. Zij werden als geesten beschouwd en gevreesd.
Het Modekngei is in 1915 door Temedad gesticht en is nu over heel Palau verspreid. Hij kwam uit Chol op Babeldaob en heeft tussen 1915 en 1919 gezegd, dat hij door een oppergod was aangesproken. Deze vroeg aan Temedad om het Palause volk te leiden en hen de gewoontes van het Modekngei aan te leren. Het Modekngei kreeg door zijn toedoen een vaste vorm. De mensen begonnen in de oppergod Ngirchomkuuk te geloven, die te vergelijken is met Jezus Christus van het christendom. Het christendom is in Palau nog steeds veel meer verbreid.

## Buitenlandse invloed
Spanje was het eerste land dat Palau bezette, maar verkocht het in 1899 aan Duitsland. De Duitsers verboden het het toenmalige Modekngei, maar de aanhangers bleven hun nationale goden stiekem koesteren. Temedad verenigde de verschillende vormen van geloof, die over het land waren gekomen, en maakte van het Modekngei een monotheïstische godsdienst. Palau werd daarna door Japan en de Verenigde Staten bestuurd, maar door de invloed van deze landen waren er op den duur maar weinig gelovigen in het Modekngei over.

## Keskes
Het Modekngei kent geen bijbel, maar wel keskes, een soort psalmen.
bladek · chelid · deleb · kerong · keskes · sis · temall    –    Ngirchomkuuk · Temedad